# Zastava Svetega rimskega cesarstva
Zastava Svetega rimskega cesarstva ni bila državna zastava, temveč prapor, ki je predstavljal svetorimskega cesarja. Ključni element zastav je bil črn orel na zlatem polju. Od poznega 13. stoletja ali zgodnjega 14. stoletja so bili orlovi kremplji in kljun rdeče barve, od zgodnjega 15. stoletja naprej pa je imel orel dve glavi.
Po tem, ko je Napoleon Bonaparte leta 1804 ustanovil Prvo francosko cesarstvo, je v odgovor cesar Franc II., pripadnik Habsburžanov, razglasil svoja ozemlja za Avstrijsko cesarstvo, s čimer je postal Franc I. Črno-zlata zastava novega cesarstva je bila povzeta po zastavi Svetega rimskega cesarstva. Franc II. je bil zadnji vladar Svetega rimskega cesarstva, ki je razpadlo pod prisilo Napoleona leta 1806. Zatem se je vse do leta 1918 črno-zlata zastava uporabljala kot zastava Avstrije.
Svojevrsten pomen sta imeli tudi bela in rdeča. Na križarskih pohodih, katerih se je udeležilo tudi Sveto rimsko cesarstvo, se je poleg cesarskega praporja izobešala tudi vojna zastava, znana kot "zastava svetega Jurija", katero je sestavljal bel križ na rdečem polju. Rdeča in bela sta bili tudi barvi Hanzeatske zveze. Hanzeatske trgovske ladje so bile prepoznavne po rdeče-belih zastavicah, prav tako pa je rdečo in belo prevzela večina hanzeatskih mest kot mestno zastavo. Rdeča in bela sta še vedno pomembni barvi simbolov nekdanjih hanzeatskih mest, npr. Hamburga in Bremena.
V času konflikta med gvelfi in gibelini v severni Italiji v 12. in 14. stoletju je vojska procesarskih gibelinskih komun uporabljala vojno zastavo Svetorimskega cesarja, med tem ko so proticesarske gvelfske komune uporabljale zastavo z obrnjenimi barvami. Oba vzorca sta še danes prisotna v mestni heraldiki severnoitalijanskih mest in tako zaznamuje preteklost le-teh. Tradicionalno gibelinska mesta kot so Pavia, Novara, Como, in Asti še danes uporabljajo gibelinski križ. Gvelfski križ je mogoče najti na mestnih grbih tradicionalno gvelfskih mest kot so Milano, Vercelli, Alessandria, Reggio, in Bologna.

## Cesarski prapori
Po leksikonu Meyers Konversations-Lexikon iz leta 1897 je nemški cesarski prapor med vladavino Henrika I. (919-936) in Otona Velikega (936-973) prikazoval Nadangela Mihaela, orla v času vladanja Friderika Barbarosse (1152-90), za časa vladavine Otona IV. (1198-1215) orla nad zmajem, ter od obdobja Sigismunda Luksemburškega dalje (1410–37), ali celo malo pred tem, cesarskega orla, črnega orla na zlatem polju s ščitom cesarskega grba na prsih.
| Zastava | Obdobje              | Uporaba                                                                                      | Blazon |
| ------- | -------------------- | -------------------------------------------------------------------------------------------- | --- |
|         | 14. stoletje         | Najzgodnejša različica prapora svetorimskega cesarja in kraljevega prapora kralja Rimljanov. | Na zlatem polju črn orel. |
|         | zgodnje 15. stoletje | Prapor svetorimskega cesarja                                                                 | Na zlatem polju črn orel s sijem in rdečo opremo in jezikom. |
|         | ok. 1430–1806        | Prapor svetorimskega cesarja                                                                 | Na zlatem polju črn dvoglavi orel s sijem in rdečo opremo in jezikom. |
|         | 1437–1493            | Cesarski prapor Friderika III.                                                               | Na zlatem polju rdeče opremljen črn dvoglavi orel s sijem in s ščitom na prsih. Slednji ima na rdečem polju srebrn tram.                                                                                |
|         | 1493–1556            | Cesarski prapor Maksimilijana I. in Karla V.                                                 | Na zlatem polju rdeče opremljen črn dvoglavi orel s sijem in sekanim ščitom na prsih. Slednji ima v prvem rdečem polju srebrn tram, drugo rdeče obrobljeno polje je petkrat modro-zlato poševno sekano. |
|         | 1519–1556            | Cesarski prapor Karla V.                                                                     | Na zlatem polju s cesarsko krono kronan zlato opremljen črn dvoglavi orel z rdečimi kremplji, jezikom z zlatim kljunom in s ščitom na prsih.                                                            |

## Vojne zastave
Cesarska zastava (Reichsfahne) je bila terenska insignija Svetega rimskega cesarstva, izvorno konjeniška zastava ali gonfalon. Eden izmed zgodnejših praporščakov je bil winterthurski grof Werner I., ki je položaj zasedal med vladavinami Konrada II. in Henrika III. in umrl v bitki pri Brůdku leta 1040. V 12. stoletju, je cesarska zastava domnevno prikazovala bel križ na rdečem polju. Do poznega 15. stoletja je bila simbol združenih oboroženih sil cesarstva, kralj pa jo je lahko poslal tudi k deželnim gospodom v znak odobravanja njihove obrambe javnega miru. Tako je kralj Sigismund leta 1415 zastavo poslal Švicarski konfederaciji v znak odobravanja njihove vojne proti Habsburžanom.
V obdobju poznega srednjega veka je zastavo s križem zamenjal prapor s cesarskim orlom. Zastava je pomenila cesarski fevd, katerega so tradicionalno prejeli švabski plemiči. Leta 1336 ga je prejel Ulrik III. Württemberški. Ob tej priložnosti je bila zastava poimenovana Reichssturmfahne ("Cesarska vojna zastava"). Vse do 19. stoletja je ostala del heraldičnih insignij Württemberžanov. Zastava je bila shranjena v Stuttgartu do leta 1944, ko je bila uničena med bombnim napadom. Zastava je prikazovala cesarskega orla na kvadratnem polju z rdečim čelom. Te zastave ne gre zamenjati z Reichsrennfahno, katero so dobili saški volilni knezi zaradi njihovega položaja cesarskega maršala. Na slednji sta bila prikazana dva prekrižana rdeča meča na črno-belo deljenem polju.
| zastava | Obdobje                             | Uporaba                                                                | Opis |
| ------- | ----------------------------------- | ---------------------------------------------------------------------- | --- |
|         | 12. stoletje - zgodnje 14. stoletje | Vojna zastava (Reichssturmfahne), uporabljena poleg cesarskega prapora | Najvrjetneje je nastala med križarskimi pohodi v 12. stoletju in se je kot vojna zastava uporabljala med 13. stoletjem in zgodnjim 14. stoletjem. Bila je manjša od cesarskega prapora, v bitki navadno nošena pred cesarjem ali imenovanim poveljnikom. |
|         | 15. stoletje                        | Vojna zastava (Reichssturmfahne)                                       | |
|         | 15. stoletje                        | Vojna zastava (Reichsrennfahne)                                        | |

## Svobodna cesarska mesta
Nekatera svobodna cesarska mesta so simbole cesarstva, posebej še dvoglavega orla, izpostavljala v svojih grbih.
| Zastava | Obdobje      | Uporaba                                   | Blazon/opis |
| ------- | ------------ | ----------------------------------------- | --- |
|         |              | Grb Svobodnega cesarskega mesta Memmingen | V prvem zlatem polju sekanega ščita polovica črnega orla z zlato opremo in kljunom in rdečim jezikom, v drugem srebrnem polju rdeč šapasti križ.                                                  |
|         |              | Grb Svobodnega cesarskega mesta Nürnberg  | V prvem zlatem polju sekanega ščita polovica črnega orla z zlato opremo in kljunom in rdečim jezikom. Drugo polje je petkrat srebrno-rdeče poševno sekano.                                        |
|         | 1382 - 1918  | Grb Svobodnega cesarskega mesta Trst      | V prvem zlatem polju deljenega ščita kronan črn dvoglavi orel z zlatim kljunom in opremo in rdečim jezikom. V drugem rdečem polju srebrn tram katerega prekriva zlato rezilo sulice.              |
|         | 15. stoletje | Zastava Ženeve                            | Ženeva je imela od 12. stoletja dalje dvojni status svobodnega mesta in knezoškofije, kar je razvidno tudi iz zastave, ki od 15. stoletja dalje vsebuje tako cesarskega orla kot ključ sv. Petra. |